# Тенісфорст
Тенісфорст (нім. Tönisvorst) — місто в Німеччині, знаходиться в землі Північний Рейн-Вестфалія. Підпорядковується адміністративному округу Дюссельдорф. Входить до складу району Фірзен.
Площа — 44,33 км2. Населення становить 29 249 ос. (станом на 31 грудня 2020).

## Відомі люди
- Марцель Небельс — німецький хокеїст.

## Галерея

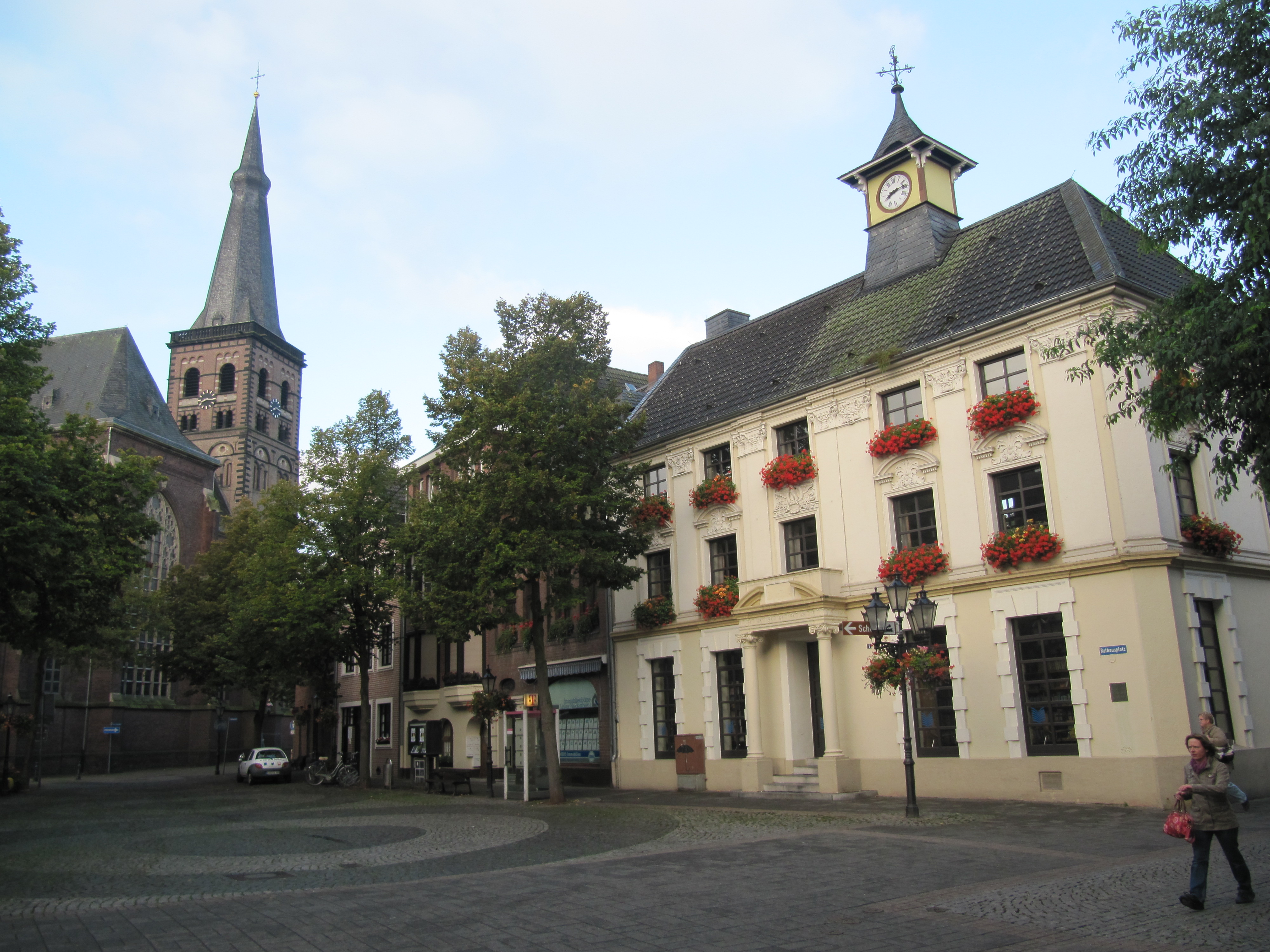
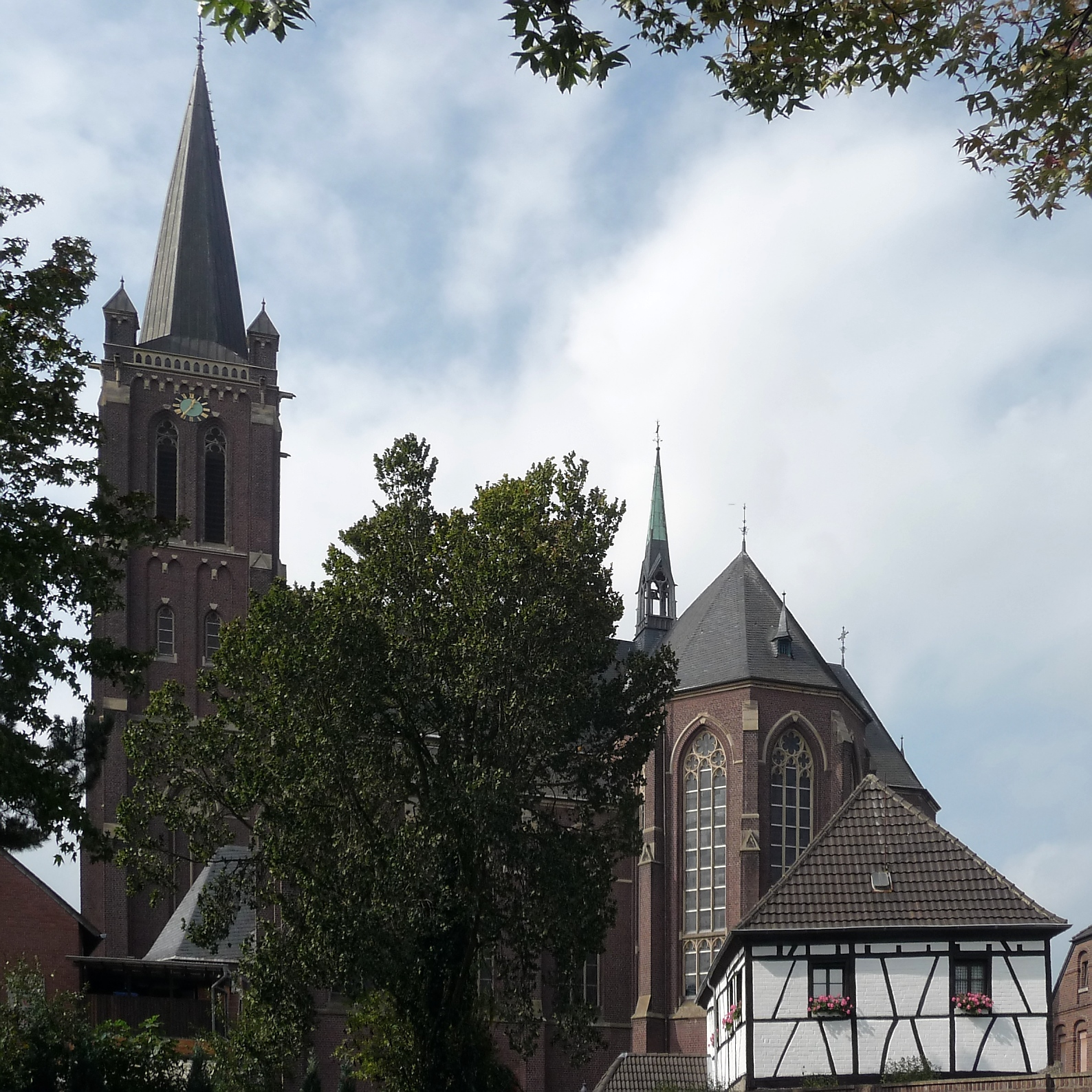
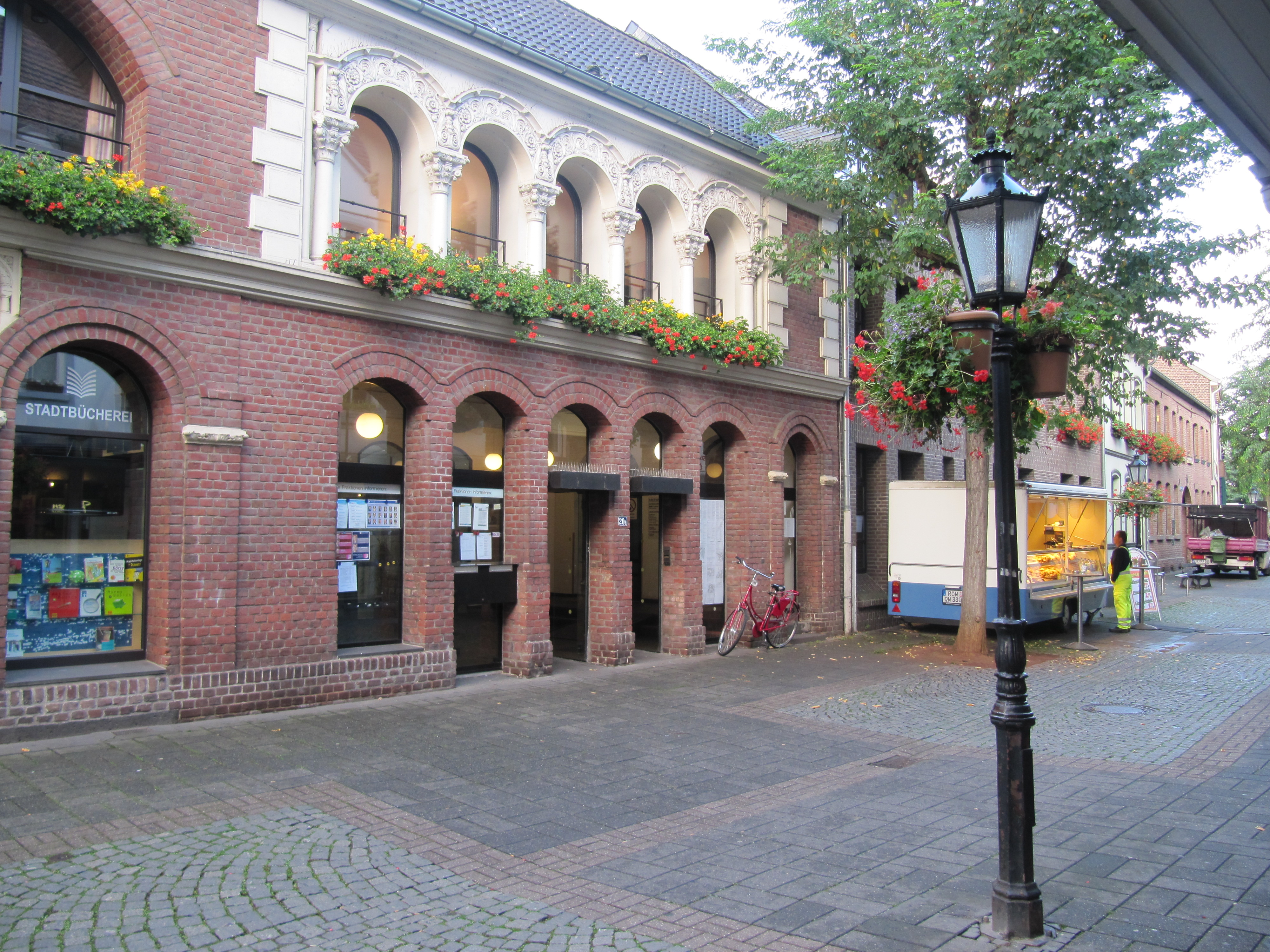
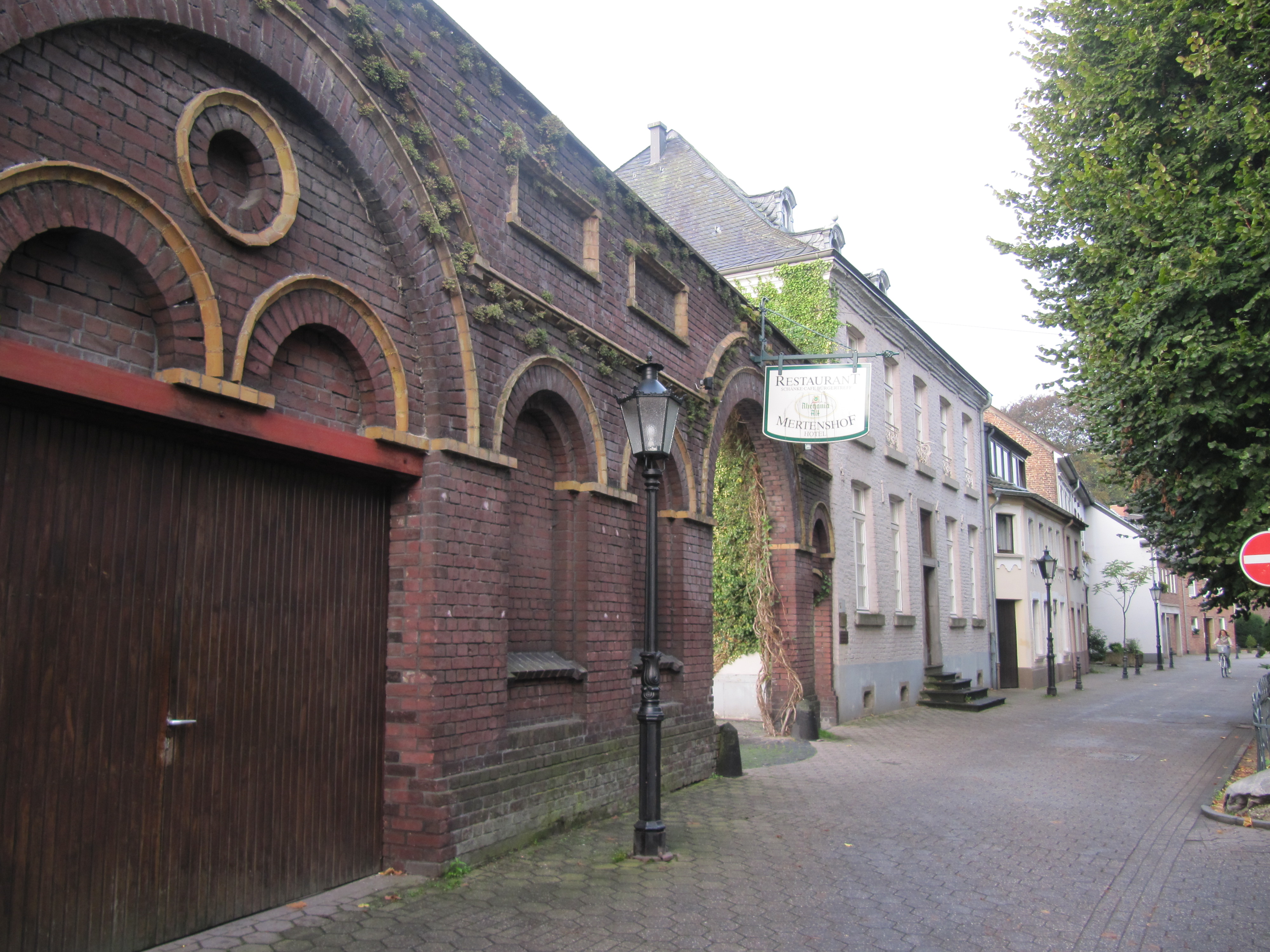
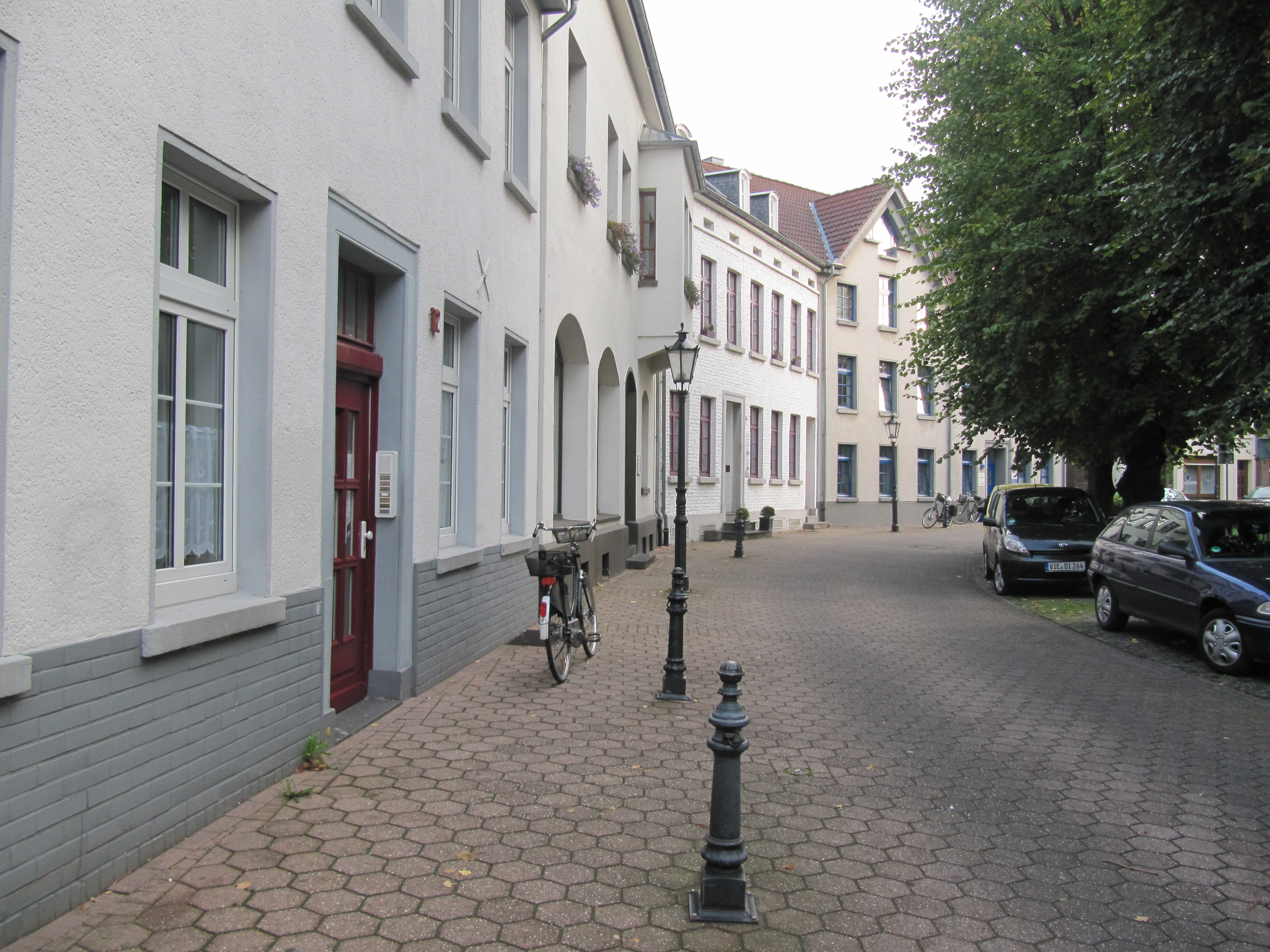
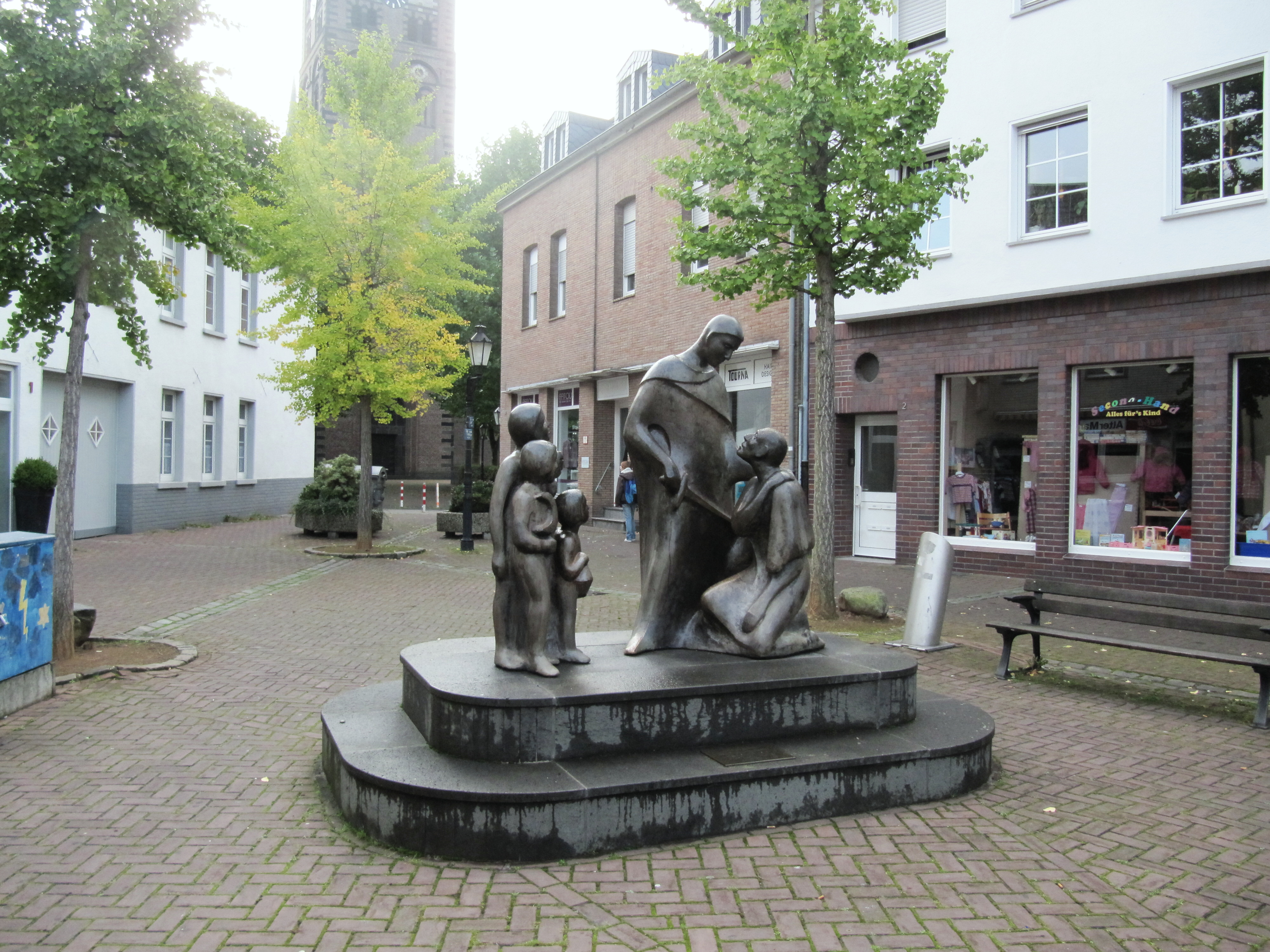